# Droga wojewódzka 639
Die Droga wojewódzka 639 (DW 639) ist eine polnische Woiwodschaftsstraße in der Woiwodschaft Masowien. Sie verläuft in Süd-Nord-Richtung und verbindet Łomna-Las mit Skierdy.